# Motor alimentado por bombas elétricas

O ciclo de alimentação elétrica de foguetes: nele, o oxidante e o combustível, passam pelas bombas que aumentam a pressão antes de injetá-los na câmara de combustão, só que, as bombas são acionadas por motores elétricos alimentados por baterias. Um inversor converte a corrente contínua das baterias para corrente alternada usada pelo motor. O combustível também circula pelas paredes da câmara de combustão e do bocal para prevenir o superaquecimento

O motor alimentado por bombas elétricas é um motor de foguete bipropelente no qual as bombas para os propelentes são acionadas eletricamente. Com isso, não há necessidade de usar parte dos propelentes para acionar as bombas. Sendo assim, toda a quantidade de propelente disponível é queimada diretamente na câmara de combustão principal, tornando esse tipo de motor mais eficiente que os tradicionais. Bombas elétricas chegaram a ser usadas no sistema de propulsão secundário do estágio superior do lançador Agena.
Até janeiro de 2018, os únicos motores a usar o sistema de bombas elétricas eram: o motor Rutherford, nove deles foram usados no primeiro estágio do foguete Electron, e também o motor de foguete alimentado por bombas elétricas usado no foguete de sondagem desenvolvido pela Astra Space. Em 21 de janeiro de 2018, o Electron se tornou o primeiro foguete usando motores alimentados por bombas elétricas a alcançar a órbita.